# Blauschein
Blauschein ist eine Bezeichnung für Arbeitsbescheinigungen, die zusätzlich zur Kennkarte an „Volksschädlinge“ ausgegeben wurden, wenn diese aufgrund von besonderen Fertigkeiten kriegswichtig oder unabkömmlich waren und von den besonderen Maßnahmen ausgenommen werden sollten.

## Geschichte
Der Blauschein wurde ab September 1939 in Polen (Generalgouvernement), später auch in anderen besetzten Gebieten des Deutschen Reiches ausgegeben. Zusätzlich trugen die Arbeiter einen dreieckigen Aufnäher mit einem Buchstaben; entweder ein „W“ für Wehrmacht, „R“ für Rüstung oder „Z“ für Zivil. Zweck war es, der deutschen Rüstung hochqualifizierte Arbeitskräfte für einen gewissen Zeitraum zu erhalten. Die meisten Blauscheine wurden an jüdische Ingenieure, Techniker und Handwerker ausgegeben.
Die Bezeichnung Blauschein erlangte in Deutschland erst durch den Film Schindlers Liste einen größeren Bekanntheitsgrad.